# Salomon Levysohn
Salomon Frederik Levysohn (født 14. oktober 1858 i København, død 25. februar 1926) var en dansk musikforfatter.
Levysohn dyrkede tidlig musik, blev student 1876 og studerede nogle år polyteknik. Snart vandt dog hans lyst til musikken overhånd. I Studentersangforeningen, hvoraf han tidlig blev et skattet medlem, var hans dirigent 1884—1896, samt 1903—1917, og har som sådan indlagt sig stor fortjeneste af denne forenings kunstneriske udvikling. Levysohn var musikanmelder ved Morgenbladet 1885—1891. I 1891 blev han ansat ved Det Kongelige Teater som operarepetitør, 1899 tillige som musikarkivar og virker der endnu i begge egenskaber foruden lejlighedsvis tillige som dirigent i Det Kongelige Kapel. En stor del af de i hans funktionstid opførte operatekster af det gamle repertoire har han revideret eller oversat. Som formand for Studentersamfundets arbejderkoncerter havde han en betydningsfuld kunstnerisk mission. Fra hans hånd haves et essay over komponisten C.F.E. Horneman (Tilskueren, 1922).